# Шандор Варга
Ша́ндор Ва́рга (угор. Varga Sándor, нар. 5 травня 1955, Закарпатська область, Українська РСР, СРСР) — угорський футбольний агент та тренер.

## Життєпис
Шандор Варга народився на території радянського Закарпаття. Певний час грав у футбол на любительському рівні, навчався у Львівському інституті фізкультури. У 1979 році закінчив Московський виш того ж профілю, входив до складу комплексно-наукової групи, що виконувала дослідження для збірної СРСР. До 1984 року працював в управлінні футболу Радянського Союзу, після чого переїхав до Угорщини, де отримав роботу в місцевій федерації футболу. Працював помічником головного тренера національної збірної Угорщини та другим тренером саудівського клубу «Аль-Іттіхад».
У 1996 році особисто з рук президента ФІФА Зеппа Блаттера першим отримав ліцензію на здійснення агентської діяльності. Дебютним трансфером, що відбувся за сприяння Варги, став перехід Юрія Калитвинцева з лав київського «Динамо» до складу турецького «Трабзонспора», хоча ще за десять років до того він приклав руку до переїзду Сергія Алейнікова з мінського «Динамо» до «Ювентуса». В різні часи Шандор Варга співпрацював з такими відомими тренерами та футболістами, як Христо Стоїчков, Олег Блохін, Сергій Ребров, Олег Лужний, Олександр Шовковський, Євген Хачеріді, Руслан Ротань, Андрій Гусін, Сергій Назаренко, Андрій Русол, Роман Безус, Андрій Канчельскіс та багато інших.